# Niccolò Piccinino
Niccolò Piccinino (ur. 1386 w Perugii  – zm. 15 października 1444 w Mediolanie) – włoski kondotier, odegrał ważną rolę w wojnach Mediolanu przeciwko papieżowi Eugeniuszowi IV, Florencji i Wenecji.

## Życiorys
Urodził się w rodzinie rzeźnika. W młodości dołączył do oddziału kondotiera Braccio da Montone, który stał się jego teściem. Po śmierci Braccio podczas bitwy pod Aquilą w 1424 Piccinino został dowódcą condotta, oddziału najemników Braccio da Montone. Po krótkim okresie służby we Florencji, w 1425 Piccinino przeszedł ze swoim oddziałem na służbę władcy Mediolanu Filippo Viscontiego. Wraz z innym kondotierem, Niccolò Fortebraccio, siostrzeńcem Braccio, odegrał ważną rolę w wojnie lombardzkiej. W bitwie pod Delebio (1432), walcząc z Wenecjanami, po których stronie bił się inny przyszły słynny kondotier Bartolomeo Colleoni, dowodził piechotą mediolańską. Po śmierci Fortebraccia został wodzem wojska Viscontiego i walczył z Francesco Sforzą, dowodzącym armią papieską. W 1438, za sprawą innego kondotiera -Scaramuccia da Forlì, nieskutecznie oblegał Brescię.